# Neobroker
Ein Neobroker oder Neo-Broker ist im Finanzwesen ein Online-Broker, der sich im Vergleich zu anderen Online-Wertpapiervermittlern durch ein niedrigschwelliges, eingeschränkteres Angebot von Wertpapieren, Handelsplätzen und Dienstleistungen, sowie durch geringere oder nicht vorhandene Transaktionsgebühren auszeichnet. Die Anbieter ermöglichen ihren Kunden den Handel von Wertpapieren über eine leicht bedienbare Anwendungsumgebung, oft in Form einer Trading-App.

## Geschäftsmodell und Zielgruppe
Neobroker bieten ihren Kunden ein kostenloses Wertpapierdepot an, über das jederzeit der Handel von Wertpapieren teilweise ohne anfallende Transaktionsgebühren auch über das Smartphone möglich ist. Dieses niedrigschwellige Angebot soll zum regelmäßigen Traden anregen. Die Haupteinnahmequelle von Neobrokern sind sogenannte Rückvergütungen. Sie arbeiten hierfür mit wenigen exklusiven Handelsplätzen zusammen, die ihnen für jede abgewickelte Transaktion eine Provision zahlen. Die oft außerbörslichen Handelsplätze bieten den Händlern die Möglichkeit, auch außerhalb der regulären Börsenöffnungszeiten Transaktionen durchzuführen. In diesen Zeiten können die Handelsplätze aufgrund einer höheren Kursspanne eine größere Gewinnmarge pro Transaktion erwirtschaften und diese auf höherem Niveau an die Neobroker weitergeben. Die Kunden können aufgrund der fehlenden Auswahl an Handelsplätzen die Wertpapiertransaktionen mit weniger Handlungsschritten abschließen und so schneller handeln; die Markttransparenz sinkt aufgrund fehlender Vergleichsmöglichkeiten mit anderen Handelsplätzen.
Bei der Bundesanstalt für Finanzdienstleistungsaufsicht sind in Deutschland zugelassene Neobroker als Wertpapierinstitut gemeldet. Sie besitzen meist keine Vollbanklizenz und lagern Dienstleistungen wie Depot- und Verrechnungskontenverwaltung, Ein- und Auszahlungen oder die Wertpapierlagerung an kooperierende Banken aus.
Die Zielgruppe der Anbieter sind laut der Strategieberatung Oliver Wyman Anleger, die ihre „Wertpapierentscheidungen überwiegend selbst treffen“ wollen. Day-Trader und „aktive Selbstentscheider“ machten im Online-Broker-Markt im Jahr 2020 etwa sechs Prozent der Wertpapierbesitzer aus. Sie waren jedoch für fast die Hälfte der Erlöse verantwortlich. Die Anbieter erreichen laut dem Deutschen Institut für Wirtschaftsforschung insbesondere junge Menschen, insbesondere Männer, aus allen Einkommensschichten. Eine im September 2022 veröffentlichte Befragung der Universität Leipzig in Zusammenarbeit mit dem Deutschen Investor Relations Verband ergab, dass in der Altersgruppe der 18- bis 35-jährigen knapp 38 Prozent der Anleger bereits Aktien oder Fonds über Neobroker gekauft haben. In der Altersgruppe der über 35-jährigen waren es zwölf Prozent der befragten Anleger.

## Anbieter
Das US-amerikanische Unternehmen Robinhood gilt als Begründer der Neobroker. Das Unternehmen verwaltete im Dezember 2020 das Vermögen von 13 Millionen Kunden im Wert 20 Milliarden US-Dollar. In Deutschland bot Trade Republic im Frühjahr 2019 als erstes Unternehmen Dienstleistungen eines Neobrokers an. Mit justTRADE (2019), BUX (2019), SMARTBROKER+ (2019), eToro (2019), Scalable Capital (2020), Finanzen.net Zero (2021), Traders Place (2022) oder tradegate.direct (2024) folgten weitere Anbieter. Laut der Strategieberatung Oliver Wyman hatten Neobroker im Jahr 2020 in Deutschland einen Marktanteil von sieben bis acht Prozent.

## Rezeption
Der Aktienexperte Christian W. Röhl sieht in den Neobrokern insbesondere mit Blick auf die Gebühren „eine Demokratisierung der Geldanlage“. Neobroker seien „eine gute Möglichkeit […], sehr kostengünstig Sparpläne zu starten“. Die Gefahr bestehe in impulsiven Handlungen „gerade beim Handeln am Smartphone“, so Röhl. Die Verbraucherzentrale macht darauf aufmerksam, dass die „scheinbar kostenlose Möglichkeit zu kaufen und zu verkaufen“ zum „Zocken“ verführe. Nur bei hoch riskanten Anlagen seien schnelle Gewinne möglich. In diesem Zusammenhang wird häufig von einer Gamification des Finanzmarkts gesprochen. Nach der Finanzbuchautorin Karin Roller sei es den Anbietern gelungen, „den Börsenhandel mit Spiel und Spaß zu verbinden – inklusive Suchtgefahr“.
Das Modell der Rückvergütung wird aufgrund möglicher Interessenkonflikte zwischen Broker und Anleger kritisiert. Nach der Europäischen Wertpapier- und Marktaufsichtsbehörde (ESMA) gebe das Rückvergütungsmodell dem Broker einen Anreiz, den Handelsplatz auszuwählen, „der das meiste für das Orderbuch vergüte statt denjenigen, der bei Ausführung der Aufträge für die Kunden das beste Ergebnis erziele“, so die ESMA. Sowohl die EU-Kommission als auch die US-amerikanische Börsenaufsicht SEC denken über ein Verbot von Rückvergütungen nach. Mit der geänderten Fassung der Verordnung (EU) 600/2014 hat die EU am 28. März 2024 das Gebührenmodell Payment for Order Flow (PFOF) verboten. Die Mitgliedstaaten der Europäischen Union können aber bis zum 30. Juni 2026 hiervon abweichen. Das Verbot zwingt die Neobroker zu neuen Preis- und Geschäftsmodellen.
Nach dem Koalitionsvertrag der von 2021 bis 2025 in Deutschland auf Bundesebene regierenden Ampelkoalition sollte Deutschland „einer der führenden Standorte innerhalb Europas“ für FinTechs, InsurTechs, Plattformen, Neobroker und alle weiteren Ideengeber werden.